# Hicaco
Hicaco ist ein Corregimiento des Bezirks Soná in der Provinz Veraguas in Panama. Bei der Volkszählung im Jahr 2023 hatte es 2007 Einwohner. Das Corregimiento erstreckt sich über eine Fläche von 94,5 km².
Das Corregimiento wurde durch Gesetz Nr. 34 vom 10. Mai 2012 geschaffen.

## Orte
Im Corregimiento Hicaco befinden sich folgende Orte:
- Agua Blanca o Pueblo Nuevo
- Cabecera del Doctor
- El Tigre de Los Amarillos
- Farfán
- Hicaco
- La Colmena
- La Coquita No.1
- La Hermenegilda
- La Luna
- La Pifa o La Laguna o Pixvae
- Lagartero
- Lago Bay
- Los Mangos
- Pela Gato
- Santa Catalina
- Vista Hermosa